# American Biographical Institute
American Biographical Institute (ABI) – istniejące od 1967 r. przedsiębiorstwo publikujące wydawnictwa biograficzne zaliczane do nurtu vanity publishing z siedzibą w Raleigh (Karolina Północna, Stany Zjednoczone). Przedsiębiorstwo to osiąga przychody głównie ze sprzedaży certyfikatów i książek w modelu samopublikowania. Nagrody i certyfikaty przyznawane przez ABI były wielokrotnie oskarżane o bycie formą scamu. Oskarżenia tego rodzaju były wysuwane przez polityków, dziennikarzy i innych.

## Działalność
ABI wybiera osoby, którym przysyła propozycje nabycia potwierdzeń otrzymania różnego rodzaju tytułów i nagród, co wiąże się także z prawem publikacji ich biografii w specjalnych wydawnictwach.
Przedsiębiorstwo przyznaje takie tytułu i nagrody jak: „International Man of the Year”, „Most Admired Man of the Decade” czy „Outstanding Man of the 21st Century” oraz wydaje zbiory biografii o takich tytułach jak: 500 Leaders of Science czy The World Book of Knowledge co wiąże się z poniesieniem przez uhonorowaną osobę określonej opłaty. Osoby, które zaakceptują ofertę i wniosą opłatę za certyfikat uhonorowania, są proszone o napisanie własnej biografii według ustalonego wzorca, która jest publikowana przez ABI bez żadnego sprawdzania prawdziwości zawartych w niej informacji. Ceny za prawo publikacji biogramu i otrzymania certyfikatu tytułu sięgają 795 USD.
Przedsiębiorstwo na swojej własnej stronie opisuje się jako „jeden z wiodących wydawców zbiorów biografii i autorytet w zakresie współczesnych osiągnięć w skali globalnej” i twierdzi, że „umieszczenie biogramu w jednym z wydawnictw ABI oparte jest wyłącznie na osobistych osiągnięciach i nie można tego nabyć”. ABI współdzieli adres siedziby i skrzynki pocztowej z United Cultural Convention, innym przedsiębiorstwem osiągającym dochody z przyznawania tytułów i nagród.
Przewodniczący ABI, Janet M. Evans jest też właścicielem Pentland Press (d/b/a Ivy House Publishing Group), wydawnictwa oferującego usługi typu self-publishing.

### „Forum Światowe”
ABI, wspólnie z International Biographical Centre organizuje doroczne „Forum Światowe” (World Forum) (wcześniej znane pod nazwą The International Congress on Arts and Communications), na które zapraszane są grupy osób, które przez tydzień wysłuchują seminariów oraz oglądają różnego rodzaju przedstawienia. „Forum Światowe” odbywa się co roku w innym mieście. Przez ostatnie 31 lat impreza odbywała się w następujących miastach: Nowy Jork, Waszyngton, Nowy Orlean, San Francisco, Edynburg, Cambridge, Nairobi, Madryt, Lizbona, Oxford, Singapur i Sydney.

## Nagrody i tytuły
ABI nieustannie tworzy i sprzedaje kolejne nagrody i tytuły. Ceny certyfikatów, które są oferowane „nagrodzonym”, mieszczą się w granicach 195 do 495 USD. Cena zależy od rodzaju tytułu/nagrody i związanej z tym jakości wykonania certyfikatu, który zwykle ma postać laminowanego dyplomu umieszczonego w ozdobnej, drewnianej ramie. Przykładowo, w 2005 r. Instytut przyznał 200 tytułów „Człowieka Roku” (Man of the Year), sprzedając certyfikaty w cenie od 195 do 295 USD.
ABI nie udostępnia publicznie zbiorczej listy wszystkich przyznawanych przez siebie nagród, tytułów, dyplomów i certyfikatów, niepełną listę można jednak sporządzić, analizując curriculum vitae osób, które przyjęły ofertę przedsiębiorstwa.
Nagrody i tytuły przyznawane przez American Biographical Institute to m.in.:
- 2010 Man of the year in finance
- Achievement in Research Award[17]
- Albert Einstein Award of Excellence
- Ambassador of Grand Eminence[18]
- Ambassador of Knowledge[17]
- American Hall of Fame[19]
- American Medal of Honor[20]
- American Order of Excellence Medal
- American Order of Merit[17]
- Charter Fellow of Advisory Directorate International[21]
- Commemorative Medal of Honor
- Community Leaders of the World[22]
- Contemporary Elite[23]
- Continental Governor for the United States of America[24]
- Deputy Governor of the American Biographical Institute Research Association
- Distinguished Young Leadership Award[25]
- Einsteinian Chair of Science[26]
- Fellow of American Biographical Institute[17]
- Five Hundred Leaders of Influence[27]
- Genius Laureate of Malaysia[28]
- Gold Record of Achievement[29]
- Genius Laureate of the United States[30]
- Great Minds of the 21st Century Award[31]
- Grand Ambassador of Achievement[22]
- Great Women of the 21st Century[32]
- Great Women of the 21st Century Award[33]
- Intellectual of the Year[17]
- International Cultural Diploma of Honor[34]
- International Dictionary Of Experts and Expertise[35]
- International Directory of Distinguished Leadership[22]
- International Man of the Year[34]
- International Medal of Vision[36]
- International Peace Prize[3][5]
- International Profile of Accomplished Leaders[17]
- Key Award
- Key of Success Leader of Religion[27]
- Legendary Leader[17]
- Legion of Honor[37]
- Man of Achievement[38]
- Man of Achievement Award[35]
- Man of science[39]
- Man of the Year[9]
- Master Diploma with honors[40]
- Medical Excellence Award[17]
- Medical Science Award of Excellence
- Member of the World Institute of Achievement
- Millennium Medal of Honor[27]
- Most Admired Man of the Decade[34]
- Most Notable Intellectual[17]
- One of the Genius Elite[9]
- Order of International Ambassadors & Deputy Governor[41]
- Outstanding Female Executive[32]
- Outstanding Man of the 20th Century
- Outstanding Man of the 21st Century
- Presidential Seal of Honor[17]
- Professional Women’s Trade Advisory Board[32]
- Scientific Award of Excellence
- Seat of Wisdom[17]
- Sir Isaac Newton Scientific Award of Excellence
- Sovereign Ambassador of the Order of American Ambassadors[28]
- Teaching Excellence Award[17]
- Woman of Achievement[42]
- Woman of the Year[42]
- Woman of the Year in Medicine & Healthcare
- World Laureate of Norway
- World Lifetime Achievement Award[34]
- World Medal of Freedom[43]
- World’s Most Respected Experts[17]
- 500 Greatest Geniuses of the 21st Century[17]